# Minyaspis welchi
Minyaspis welchi is een rankpootkreeftensoort uit de familie van de Oxynaspididae. De wetenschappelijke naam van de soort is voor het eerst geldig gepubliceerd in 2011 door Van Syoc & Dekelboum.